# Xã Summit, Quận Monroe, Ohio
Xã Summit (tiếng Anh: Summit Township) là một xã thuộc quận Monroe, tiểu bang Ohio, Hoa Kỳ. Năm 2010, dân số của xã này là 647 người.